# Atys (Piccinni)
Ne doit pas être confondu avec Atys (opéra).
Pour les articles homonymes, voir Atys.
Atys est une tragédie lyrique du compositeur italien Niccolò Piccinni, sur un livret de l'homme de lettres Jean-François Marmontel, créée en 1780 à Paris. L'histoire, reprise de l'opéra homonyme de Jean-Baptiste Lully et Philippe Quinault de 1676, est inspirée des Fastes d'Ovide.

## Historique

### Genèse
Piccinni est invité en France par Marie-Antoinette avec d'autres compositeurs comme Gluck, dans l'objectif de renouveler les livrets d'opéra du siècle précédent. Les deux hommes se retrouvent ainsi très vite en querelle, avec d'un côté les piccinnistes, partisans d'un opéra musical typiquement italien et de l'autre, gluckistes, les fervants du style français. C'est dans cette ambiance que Piccinni compose son Atys, entre 1779 et 1780, reprenant celui de Quinault.
Piccinni et Marmontel avaient déjà collaboré auparavant, notamment avec l'opéra Roland en 1778, également repris de la tragédie en musique de Lully. (Le compositeur a, par ailleurs, fourni pas moins de douze opéras à l'Opéra de Paris entre 1778 et 1783.) Marmontel avait soutenu publiquement le compositeur dans la querelle des piccinnistes et des gluckistes, dans un ouvrage sur les révolutions de la musique,.

### Création
L'ouvrage est créé à l'Académie Royale de Musique dans la seconde Salle du Palais-Royal le 22 février 1780. L'accueil de public y est relativement mitigé, reprochant à l'ouvrage d'avoir « trop de musique pour trop peu d'effets dramatiques », cependant que la reine, présente lors de la première, apprécie pourtant l'opéra de Piccinni, séduite par les récitatifs dramatiques et les airs à la manière italienne. Le public reproche également la fin tragique et la mort d'Atys par suicide dans le dénouement de l'histoire, pourtant présent dans l'œuvre d'inspiration.
Le Journal de Paris, le lendemain, produit une vive critique d'Atys sans même citer le nom du librettiste. Selon lui, la réduction du livret à trois actes a fortement affecté la qualité du récit, de même que les ajouts, trop visibles au milieu du reste de la composition, abîment le matériau originel. Le Mercure de France est quant à lui plus élogieux, voyant dans le retranchement du texte une manière intelligente d'adapter la structure du livret à la musique nouvelle du compositeur. La musique a semblablement, à l'inverse, généré une approbation relativement générale.

### Reprise
L'opéra est repris et remanié en 1783 pour tenter de réparer ce qui faisait défaut, ou était en trop, selon le public lors de la création —version qui sera par ailleurs jouée de nombreuses fois dans les années qui suivent—. Il modifiera notamment la fin de l'histoire, la transformant par un dénouement heureux, laissant Atys vivre et calmant la fureur de Cybèle, qui le marie avec Sangaride. Cette nouvelle fin n'a pas l'air de trouver beaucoup plus de grâce aux yeux des spectateurs. Cette désapprobation de plus fit dire au librettiste que le « public est bien fantasque et capricieux. »

## Description
Le livret d'Atys, en français et avec ballets, est distribué en trois actes et n'est pas doté de prologue. Il a été réduit par le librettiste par rapport à l'opéra de Lully, et certains aspects sont transformés. Les rôles secondaires ont été supprimés tandis que les principaux, développés. L'action est simplifiée entre les quatre personnages principaux, entre conflits et amours.

### Résumé
Atys et Cybèle, amoureux en secret, vont devoir se défendre face à la jalousie de la déesse Cybèle et du roi Célénus, déçus par cet amour qui leur échappe.

### Rôles
| Rôle | Voix                   | Créateurs                                                                                               |
| --- | ---------------------- | --- |
| Atys | haute-contre           | Joseph Legros (Le Gros)                                                                                 |
| Cybèle, déesse | soprano                | Françoise-Claude-Marie-Rosalie Campagne (Mlle Duplant)                                                  |
| Sangaride, princesse phrygienne                                                                                                 | soprano                | Marie-Joséphine Laguerre                                                                                |
| Celœnus, roi de Phrygie | baryton-basse          | Henri Larrivée                                                                                          |
| Idas, confident d'Atys | ténor                  | Étienne Lainez                                                                                          |
| Mélisse, confidente de Cybèle                                                                                                   | soprano                | Mlle Chateauvieux                                                                                       |
| Doris, confidente de Sangaride                                                                                                  | soprano                | Suzanne Joinville                                                                                       |
| Morphée | basse                  | M. Durand                                                                                               |
| Suivants du Sommeil | ténors/barytons-basses | François Lays, M. Royer, Jean-Joseph Rousseau, Auguste-Athanase (Augustin) Chéron, M. Mèon, M. Tacusset |
| Rêves plaisants | sopranos               | Anne-Marie-Jeanne Gavaudan, l'aînée, Gertrude Girardin, Mlle Rozalie, Mlle Dubuisson                    |
| Songe funeste | basse                  | M. Moreau                                                                                               |
| Chœur mixte |                        | |
| Ballet : Anne Heinel, Marie-Madeleine Guimard, Grenier, Peslin ; Gaëtan Vestris, Pierre Gardel, Auguste Vestris, Jean Dauberval |                        | |

## Argument (version de 1780)

### Acte I
Atys, secrètement amoureux de Sangaride, est promise à son ami le roi Célénus. Il confesse son amour à son confident Idas. Sangaride, également amoureux d'Atys en secret, confie quant à elle son secret à sa confidente, Doris, sœur d'Idas. La déesse Cybèle paraît et les phrygiens viennent l'acclamer. Atys et Sangaride se confessent leur amour quand Cybèle annonce faire du héros son grand sacrificateur plutôt que Célénus.

### Acte II
Cybèle confie l'amour qu'elle porte à Atys à sa confidente, Mélisse, pendant qu'Atys, interrogé par Célénus, nie son amour pour Sangaride. Peu après, il s'endort et rêve de Morphée, dieu du Sommeil, qui lui annonce que Cybèle le prévient de son amour et qu'il doit l'accepter. Il se réveille et Sangaride paraît, demandant à la déesse de la libérer du prochain lien avec Célénus, pendant qu'Atys essaie de l'empêcher de révéler son amour pour lui. Cybèle accepte mais se rend compte peu après de l'objet réel de sa demande.

### Acte III
Sangaride s'inquiète du comportement d'Atys, pensant qu'il ne l'aime plus. Après un conflit, ils se réconcilient, alors que Cybèle, témoin de toute l'action, prépare sa vengeance avec Célénus, trahi. Elle ensorcelle Atys le rendant fou, qui tue Sangaride, la prenant pour un monstre. Quand il revient à lui et voit son forfait, il se suicide.

## Représentations
- Une version de concert est donnée en 2012 au Théâtre des bouffes du Nord à Paris, par le CMBV et Palazzetto Bru Zane, dirigée par Julien Chauvin et Mathias Vidal en Atys[10],[11].
- Elle est de nouveau jouée en 2013 avec le Cercle de l'harmonie au Châtelet d’Hardelot, à l'Abbatiale de Sorèze et au Nouveau Théâtre de Périgueux.